# هربرت مولر (لاعب هوكي الحقل)
هربرت مولر (بالألمانية: Herbert Müller)‏ هو لاعب هوكي الحقل ألماني، ولد في 2 أغسطس 1904 في Strzelce Krajeńskie ‏ في بولندا، وتوفي في 9 ديسمبر 1966.

## وصلات خارجية
- هربرت مولر على موقع أوليمبيديا (الإنجليزية)